# Stor-Vitbergstjärnen
Stor-Vitbergstjärnen är en sjö i Bräcke kommun i Jämtland och ingår i Ljungans huvudavrinningsområde. Sjön har en area på 0,0861 kvadratkilometer och ligger 442 meter över havet. Sjön avvattnas av vattendraget Vitbergsbäcken.

## Delavrinningsområde
Stor-Vitbergstjärnen ingår i det delavrinningsområde (695119-145420) som SMHI kallar för Ovan 695056-145617. Medelhöjden är 448 meter över havet och ytan är 6,38 kvadratkilometer. Det finns inga avrinningsområden uppströms utan avrinningsområdet är högsta punkten. Vitbergsbäcken som avvattnar avrinningsområdet har biflödesordning 4, vilket innebär att vattnet flödar genom totalt 4 vattendrag innan det når havet efter 248 kilometer. Avrinningsområdet består mestadels av skog (81 procent) och sankmarker (12 procent). Avrinningsområdet har 0,09 kvadratkilometer vattenytor vilket ger det en sjöprocent på 1,4 procent.